# Jutta Weber-Bock

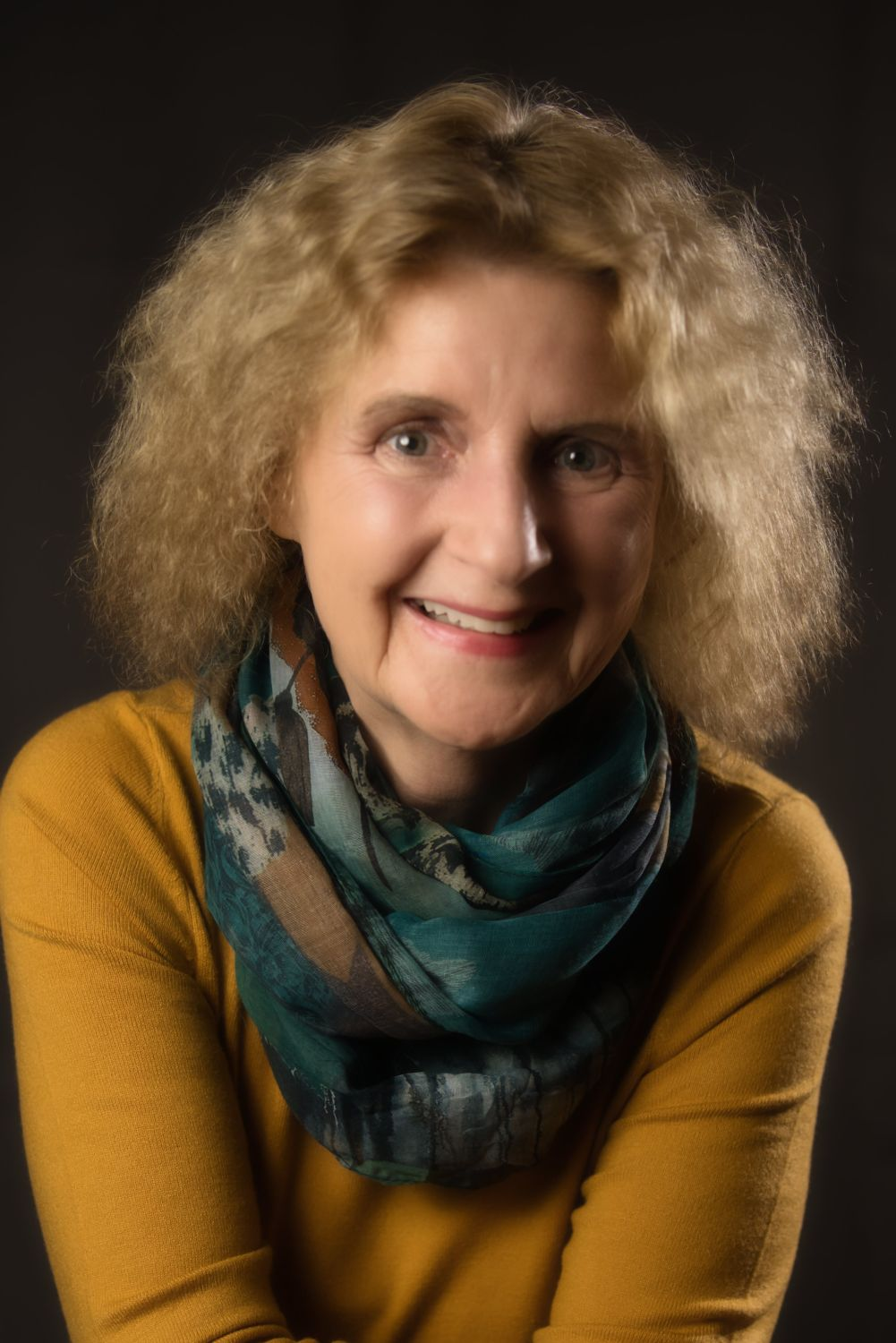
Jutta Weber-Bock

Jutta Weber-Bock (* 12. September 1957 in Melle/Niedersachsen) ist eine deutsche Schriftstellerin.

## Leben
Weber-Bock studierte Germanistik und Philosophie an der Universität Osnabrück und ist ausgebildete Gymnasiallehrerin. 1983 zog sie nach Stuttgart. Seit 2004 ist sie hauptberuflich Schriftstellerin. Sie ist freie Schriftstellerin sowie Dozentin und in verschiedenen Autorenvereinigungen aktiv.
Basierend auf den eigenen Erfahrungen als Schriftstellerin hat Jutta Weber-Bock 1990 begonnen, auch als Schreib-Coach zu arbeiten. 2006 ist das Handbuch Autobiographisches Schreiben erschienen, das eine Anleitung für Schreibende und Kursleitende bietet.

## Werke
Belletristik
- Das Vermächtnis der Kurfürstin, Historischer Roman, Gmeiner-Verlag, Meßkirch 2022, ISBN 978-3-8392-0113-8.
- Das Mündel des Hofmedicus, Historischer Roman, Gmeiner-Verlag, Meßkirch 2020, ISBN 978-3-8392-2695-7.
- Wir vom Jahrgang 1957 – Kindheit und Jugend, 10. Auflage, Wartberg Verlag, Gudensberg-Gleichen 2020, ISBN 978-3-8313-3057-7.
- Electronic Harem. Erzählungen, Schweikert-Bonn-Verlag, Stuttgart 2015, ISBN 978-3-940259-31-8.
- Unsere Kindheit in Stuttgart, Aufgewachsen in den 40er und 50er Jahren. Wartberg Verlag, Gudensberg-Gleichen 2008, ISBN 978-3-8313-1850-6.
- Liebesprobe. Roman, demand verlag Waldburg, 2005, ISBN 3-935093-37-3.
- Wir vom Jahrgang 1957 – Kindheit und Jugend. Wartberg Verlag, Gudensberg-Gleichen 2005, ISBN 3-8313-1557-4.
- Herbsüß mit Bitterstoffen. Erzählungen, Alkyon Verlag, Weissach i.T. 2002, ISBN 3-933292-51-4.
- Laufen Leben. Geschichten und Gedichte, Passagen 15, de scriptum Verlag, Rottweil 2001, ISBN 3-931071-26-X.

Sachbücher
- Autobiographisches Schreiben – Ein Handbuch für Schreibende und Kursleitende. demand Verlag, Waldburg 2006, ISBN 3-935093-45-4.
- Kommunale Lerncenter: Konzept und modellhafte Erprobung. Machbarkeitsstudie, Volkshochschulverband Baden-Württemberg, Leinfelden-Echterdingen 2007, ISBN 978-3-00-021889-7.
- Leitfäden zur Allgemeinbildung, Literaturgeschichte, (Hg.), Martin von Arndt, Günter Behrens, Julia Gassner, vhs Verband Baden-Württemberg, Leinfelden-Echterdingen, 2010/2011
- Leitfäden zur Allgemeinbildung, Philosophiegeschichte, (Hg.), Günter Behrens, Hermann Huba, Corinna Fuchs, Julia Gassner, vhs Verband Baden-Württemberg, Leinfelden-Echterdingen, 2010/2011
- Leitfäden zur Allgemeinbildung, Kunstgeschichte, (Hg.), Cornelia Buder, Reinhild Enßlin-List, Ingrid Trappiel-Behrens, Monika Will, Günter Behrens, Julia Gassner, vhs Verband Baden-Württemberg, Leinfelden-Echterdingen, 2010/2011